# Руцка
Руцка (на сръбски: Руцка) е град в Сърбия, Белградски окръг, община Чукарица.

## География
Намира се югоизточно от град Умка и северно от село Мала Мощаница (община Обреновац) в най-южния край на общината.

## Население
Населението на Руцка възлиза на 316 жители (2011 г.).
Етнически състав (2002 г.):
- сърби – 299 жители (96,45%)
- черногорци – 2 жители (0,64%)
- хървати – 1 жител (0,32%)
- югославяни – 1 жител (0,32%)
- недекларирали – 6 жители (1,93%)